# FK Odžaci
Omladinski fudbalski klub Odžaci je srpski fudbalski klub iz Odžaka. Trenutno se takmiči u MOL - 1. razred, šestom takmičarskom nivou srpskog fudbala. Klub je osnovan 12. decembra 2014. godine u Kuli pod imenom OFK Hajduk Junior a 6. februara 2018. godine došlo je do promene sedišta i OFK Hajduk Junior je zamenio mesta sa OFK Odžacima. Do promene imena došlo je 5. aprila 2018. godine.
Početkom 2015. godine dolazi do prve "zamene" mesta takmičenja. Tako je Bratstvo iz Prigrevice svoja prava nastupa u Srpskoj ligi prepustila OFK Odžacima, dok su oni preuzeli njihovo mesto u Zonskoj ligi. Adrese klubova u APR su zamenjene, tako da je kolektiv koji je postojao od 1946. u Prigrevici preseljen papirološki u Odžake, dok je ekipa nastala 1969. u istoimenom mestu dobila dom u Prigrevici. 
Tri godine kasnije OFK Odžaci (od 2015. preimenovano Bratstvo) zameniće mesta sa novoosnovanim OFK Hajduk Juniorom iz Kule.
Najveći rival kluba i dalje je FK Tekstilac iz Odžaka.

## Istorija

### Osnivanje kluba
Stari OFK Odžaci su osnovani 22. aprila 1969. godine na Vašarištu, prvi naziv kluba bio je Trgovački. Prvi predsednik kluba bio je Nenad Micković. Klub je osnovan kao rival do tada jedinom klubu u gradu FK Tekstilcu. OFK Odžaci je trebalo da predstavlja simbol radničke klase, dok je Tekstilac bio omražen od pristalica OFK-a, jer je bio pomagan od strane imućnog Johana Ertla.

### Osamdesete godine i najveći uspeh kluba
Najveće uspehe klub je beležio sredinom osamdesetih godina 20. veka, tačnije kada je u sezoni 1983-84. izborio plasman u Bačku zonu. Tada, kao i sada Bačka zona je bila četvrti rang takmičenja. Klub je nekoliko sezona proveo u Bačkoj zoni. Na čelu kluba u vreme tog istorijskog uspeha bio je Dragoljub Pavlović-Fiker, a trener je bio Radivoj Popović, jedna od igračkih legendi somborskog Radničkog.
Ne treba zaboraviti igrače koji su izborili taj uspeh, sastav tima su činili sledeći igrači: Đukić, Medić, Smajević, Hanak, Jakovljević, Vlahović, Jovanović, Marjanović, Ristić, Stanković, Delić, Kostadinović, Kubet.
Nakon tog uspeha klub je imao mnogo poteškoća sa finansijama, pa je u sledećim decenijama svoje mesto morao da traži u nižim ligama.

### Novija istorija kluba
Klub sada zlatnim slovima ispisuje svoju istoriju. Posle ispadanja iz PFL Sombor u sezoni 2010-11. kada je tim zauzeo poslednje mesto, došlo je do promena u klubu. Najvažnija promena je bila ta da je klub našao svog sponzora uspešnog privatnika Milojka Erića  i kada je na polusezoni 24. februara 2015. godine zamenio mesta sa ekipom PIKa iz Prigrevice. Stari klub iz Odžaka (OFK Odžaci) preselio se u Prigrevicu i nastupao je u Bačkoj ligi ali pod imenom OFK Odžaci. Sa druge strane prigrevački PIK, koji nastupa u Srpskoj ligi Vojvodina, kao domaćin je igrao u Odžacima. Na kraju sezone, u leto 30. juna 2015. godine dolazi i do promene imena klubova. Stari OFK Odžaci postaju Bratstvo Prigrevica i nastavljaju da igraju u Prigrevici.
Omladinska škola je opet počela sa ozbiljnim radom, i okuplja sve veći broj dece. Dok je prvi tim posle dve provedene sezone u Međuopštinskoj ligi Sombor-Apatin-Kula-Odžaci nastavio svoj put ka njihovom cilju, Srpskoj ligi Vojvodina. Sledeće sezone kao prvoplasirani klub prelazi u viši rang PFL Sombor, dok naredne sezone kao drugoplasirani tim ponavlja svoj najveći uspeh i plasira se u Bačku zonu, da bi se tu zadržao nepunu godinu i plasirao u Srpsku ligu Vojvodina, a nakon godinu dana ostvaruje se i najveći uspeh, od kad se igra fudbal u Odžacima, ekipa Odžaka osvaja prvo mesto u Srpskoj ligi i plasira se u Prvu ligu Srbije, čiji su trenutno članovi u svojoj debitantskoj sezoni.
ОФК Оџаци (некадашњи ПИК Пригревица) променило је место седишта клуба са ОФК Хајдук Јуниором из Куле (клуб основан 24. децембра 2014. године) из Оџака у Кулу 6. фебруара 2018. године. 

### Nikola Kostadinović – Kole
Nikola Kostadinović – Kole je legenda kluba, napadač OFK-a koji je preminuo prerano. U njegovu čast se održava tradicionalni Memorijalni turnir “Nikola Kostadinović – Kole”. Do sada je održano osamnaest turnira.

## Simboli kluba
Odžaci su svoj prvi odigrali u beli dresovima. Nakon promene naziva kluba u OFK Odžaci klupska boja je postala crvena. Crvena boja se zadržala sve do danas, iako su se u nekoliko sezona pored crvene boje na dresu nalazile i crne ili bele pruge.
Prvi grb je bio bele boje i na njemu je ime kluba bilo ispisano crnim slovima. Današnji grb je crvene boje. U gornjem delu grba je zlatnom bojom napisano ime kluba. Pored imena na grbu se nalaze i godina osnivanja, kao i fudbalska lopta. Na starom grbu ime, godina i lopta su bili bele boje.

## Rivali
Rival OFK Odžaci je gradski suparnik FK Tekstilac. Rivalstvo je počelo 1969. godine kada je osnovan OFK Odžaci. Rivalstvo sa Tekstilcom je bilo najizraženije u sezoni 2014-15 kada su i Tekstilac i OFK Odžaci igrali u istoj ligi. Do sada jedini gradski derbi je dobio OFK Odžaci pobedom u gostima 3:0.

## Stadion
OFK Odžaci svoje mečeve kao domaćin igra na Gradskom stadionu u Odžacima. Stadion je izgrađen 1962. godine. Tada je bila izgrađena samo zapadna tribina. Nakon rekonstrukcije 2016. godine stadion je dobio i istočnu tribinu koja je predviđena za gostujuće navijače. Nekada je taj stadion nosio ime po narodnom heroju Jugoslavije, Ivi Loli Ribaru. Stadion ima istočnu i zapadnu tribinu i kapacitet od 2000 mesta. Od osnivanja do sezone 2014-15 Odžaci su svoje utakmice igrali na Grbavici.

## Tim

### Trenutni sastav tima
| Бр. |        | Позиција | Играч                 |
| --- | ------ | -------- | --------------------- |
| 1   | Србија | Г        | Dejan Kronić          |
| 2   | Србија | О        | Nikola Pronek         |
| 3   | Србија | О        | Mladen Veselinović    |
| 4   | Србија | О        | Bojan Babić (капитен) |
| 5   | Србија | О        | Stefan Zogović        |
| 6   | Србија | С        | Tutnjević Ilija       |
| 7   | Србија | С        | Darko Bošković        |
| 8   | Србија | С        | Luka Kostić           |
| 9   | Србија | Н        | Mladen Galić          |
| 10  | Србија | Н        | Mladen Vukasović      |
| 11  | Србија | С        | Pavle Ivelja          |
| 12  | Србија | Г        | Nikola Ićitović       |
| 13  | Србија | С        | Aleksandar Stanić     |
| 14  | Србија | О        | Srđan Bortnik         |
| 15  | Србија | С        | Marko Đorović         |
| 16  | Србија | Н        | Feđa Baletić          |
| 17  | Србија | С        | Neven Radaković       |
| 18  | Србија | О        | Mladen Zgonjanin      |
| 19  | Србија | С        | Nedo Slavuljica       |
| 20  | Србија | Г        | Petar Bijekić         |
| 21  | Србија | Н        | Marko Matijašević     |
| 22  | Србија | О        | Luka Slijepčević      |
| 23  | Србија | С        | Ognjen Marković       |

### Omladinska škola
U klubu deluje i omladinski pogon, koji je temeljno kadrovski i organizaciono rekonstruisan 2012. godine. Trener je Milan Marjanović a koordinator Dejan Nikolić.

## Osoblje kluba

### Stručni štab
| Pozicija       | Ime              |
| -------------- | ---------------- |
| Trener         | Milan Marjanović |
| Pomoćni trener | Moguš Ivan       |

### Rukovodstvo kluba
| Pozicija              | Ime              |
| --------------------- | ---------------- |
| Predsednik            | Goran Ignjatović |
| Sportski direktor     | Dejan Nikolić    |
| Tehnički sekretar     | Miloš Markuš     |
| Komesar za bezbednost | Slavko Starčević |

## Uspesi
- Srpska Liga Vojvodina
Osvajač: 2015-16

- Bačka zona
Drugoplasirani: 2014-15

- PFL Sombor
Osvajač: 1983-84
Drugoplasirani: 2013-14

- Međuopštinska Liga Sombor-Apatin-Kula-Odžaci
Osvajač: 1972-73[14], 2012-13

- Kup PFS Sombor
Osvajač: 2014-15
Finalista: 2015-16

## Spoljašnje veze
- Rezultati kluba na